# 張莉
張 莉（ちょう り、チャン・リー、簡体字：张莉、拼音：Zhāng Lì、1989年1月17日 - ）は中華人民共和国江西省出身のやり投を専門とする女子陸上競技選手。自己ベストは2014年10月に仁川広域市で記録した65m47。
2005年世界ユース選手権で優勝、同年のアジア選手権で5位入賞、2006年と2008年の世界ジュニア選手権で4位入賞、北京オリンピックでは10位に入っている。

## 主な成績
| 年       | 大会               | 開催地                     | 順位         | 成績     |
| 中国代表 | 中国代表           | 中国代表                   | 中国代表     | 中国代表 |
| -------- | ------------------ | -------------------------- | ------------ | -------- |
| 2005     | 世界ユース選手権   | 香港                       | 1位          | 56m66    |
| 2005     | アジア選手権       | 韓国仁川                   | 5位          | 54m11    |
| 2006     | 世界ジュニア選手権 | 中国北京                   | 4位          | 57m52    |
| 2008     | 世界ジュニア選手権 | ポーランドブィドゴシュチュ | 4位          | 56m68    |
| 2009     | 東アジア競技大会   | 香港                       | 2位          | 58m12    |
| 2012     | オリンピック       | イギリスロンドン           | 23位（予選） | 58m35    |
| 2013     | アジア選手権       | インドプネー               | 5位          | 53m85    |
| 2013     | 世界選手権         | ロシアモスクワ             | 15位（予選） | 60m16    |
| 2014     | アジア競技大会     | 韓国仁川                   | 1位          | 65m47    |